# Hội chứng Foville
Hội chứng Foville được gây ra bởi sự tắc nghẽn của các nhánh thủng của động mạch nền trong vùng não được gọi là cầu não. Thường xuyên nhất gây ra bởi bệnh mạch máu hoặc các khối u liên quan đến các lưng cầu não.
Các cấu trúc bị ảnh hưởng bởi nhồi máu là PPRF, nhân của dây thần kinh sọ VI và VII, corticospinal, medial lemniscus, và fascialulus dọc trung gian. Có sự tham gia của dây thần kinh sọ thứ năm đến thứ tám, các sợi giao cảm trung tâm (hội chứng Horner) và nhìn chằm chằm ngang.

## Biểu hiện
Điều này tạo ra ipsilonymous nhìn ngang mắt và liệt dây thần kinh mặt và hemiparesis đối nghịch, mất hemisensory và liệt mắt produces ipsilateral horizontal gaze palsy và facial nerve palsy and contralateral hemiparesis, hemisensory loss, and internuclear ophthalmoplegia.

## Lịch sử
Hội chứng Foville ban đầu được mô tả bởi Achille-Louis-François Foville, một bác sĩ lâm sàng người Pháp, năm 1859.